# Spirituelles Christentum
Das Spirituelle Christentum bzw. Duchownoje christianstwo (russisch духовное христианство, wiss. Transliteration Duchovnoe christianstvo) ist eine Gruppe im 17. und 18. Jahrhundert hervorgetretener religiöser überwiegend kirchenkritischer (Protest-)Bewegungen, die aus Perspektive der russischen Orthodoxie als religiöses Sektierertum (russisch сектантство, sektantstwo, wiss. Transliteration sektantstvo) wahrgenommen und bekämpft wurden. Angehörige dieser Gruppen haben keine gemeinsame Selbstbezeichnung, werden aber, um den abwertenden Begriff „Altes russisches Sektenwesen“ zu vermeiden, als spirituelle Christen bzw. Duchownyje christiane bezeichnet (russisch духовные христиане, wiss. Transliteration duchovnye christiane).
Die zum Teil auf gemeinsame Wurzeln zurückgehenden religiösen Bewegungen dieser Gruppe sind unter anderem: Molokanen, Duchoborzen, Chlysten, Skopzen, Nowy Israil, Stary Israil. Ihre Ansichten über Spiritualität und ihre rituellen Praxen sind oft sehr verschieden. Der gemeinsame Nenner ist, dass sie Gott „im Geist und in der Wahrheit“ (vgl. Johannes 4,19-26 ) suchen, statt in der Kirche der offiziellen Orthodoxie oder in den alten Riten der Altgläubigen. Es gab bei ihnen keine Trennung zwischen Laien und Klerus.